# Condado de Asumar
El Condado de Asumar (en portugués: Conde de Assumar) fue un título nobiliario creado por carta del rey portugués Felipe III (Felipe IV de España) el 30 de marzo de 1630, a favor de Francisco de Melo, i conde de Asumar.
Como Francisco de Melo apoyó el derecho de la Casa de Habsburgo al trono de Portugal, aun después del Restablecimiento de 1 de diciembre de 1640, el municipio devolvió su título a la Corona. Más tarde, el título fue concedido nuevamente por el Príncipe Regente D. Pedro, futuro rey D. Pedro II, en nombre del rey D. Afonso VI (entonces detenido en el Palacio de Vila en Sintra), por carta de 11 de abril de 1677, a favor de Pedro de Almeida.

## Lista de los condes de Asumar
1. Francisco de Melo (1597-1651)
2. Gaspar Constantino de Melo (c. 1620-1683)